# Thanh Long, Tần Hoàng Đảo

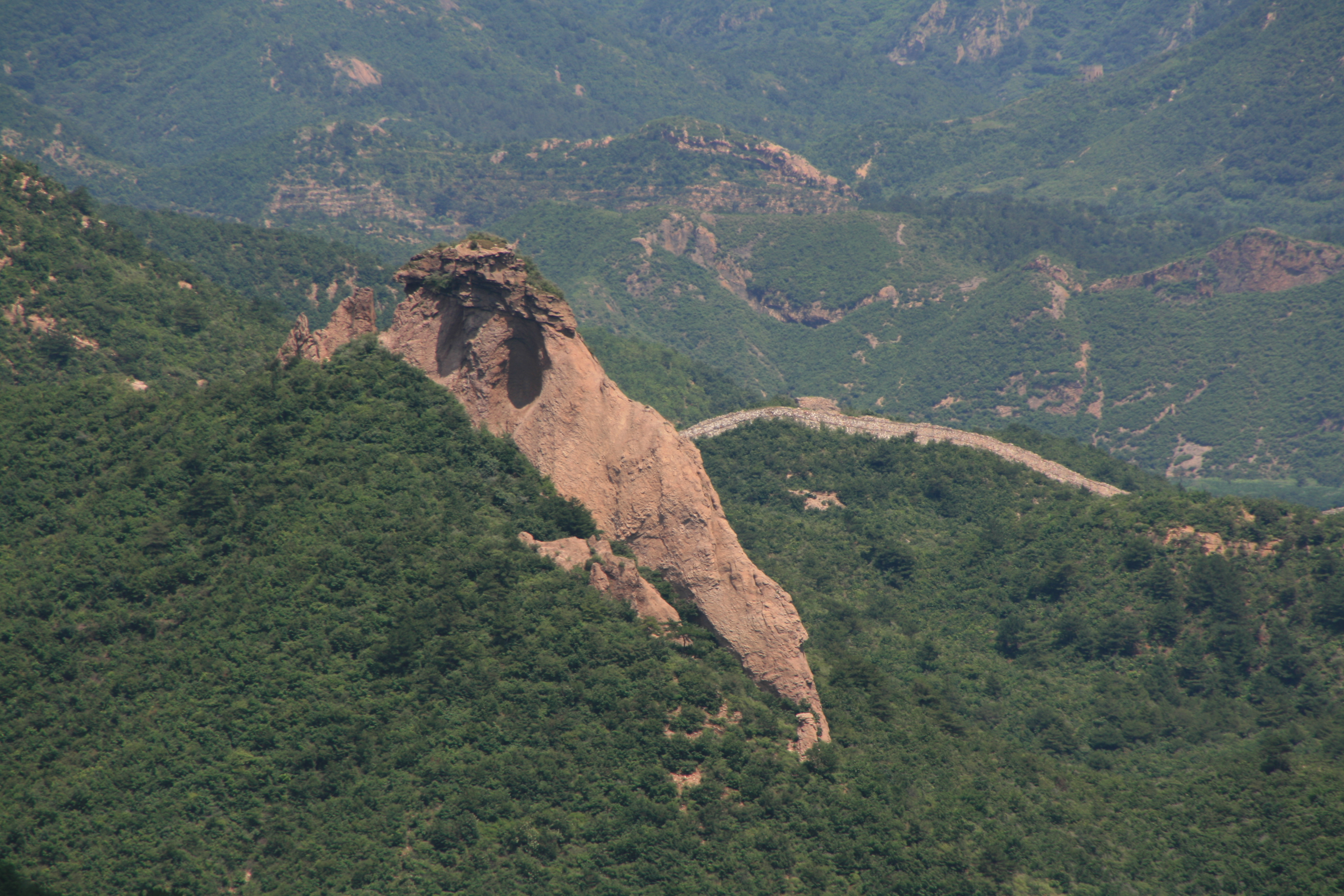
Qinglong, Qinhuangdao, Hebei, China

Huyện tự trị dân tộc Mãn Thanh Long (chữ Hán giản thể: 青龙满族自治县) là một huyện tự trị thuộc địa cấp thị Tần Hoàng Đảo, tỉnh Hà Bắc, Cộng hòa Nhân dân Trung Hoa. Huyện này có diện tích 3309 km², dân số năm 2001 là 504.300 người. Đây là huyện nông lâm nghiệp, diện tích rừng 1500 km², diện tích trồng cây ăn quả chiếm 27000 ha. Mã số bưu chính là. Huyện lỵ đóng tại trấn Thanh Long. Huyện này giáp các đơn vị cấp huyện: phía Bắc giáp Lăng Nguyên, Kiến Xương, phía Tây giáp Khoan Thành, Thiên Tây, phía Nam giáp Thiên An, Lô Long, phía Đông giáp Tuy Trung